# 야율대석
서요 덕종 무열제 야율대석(西遼 德宗 武烈帝 耶律大石, 1087년 ~ 1143년, 재위 : 1124년 ~ 1143년)은 요나라의 황족 출신이며, 서요(西遼)의 초대 황제. 묘호는 덕종(德宗)이다. 자는 중덕(重德)
이며 요나라의 태조(太祖) 야율아보기(耶律阿保機)의 8대손이다. 서요의 무열제(武烈帝)라고도 불리며 존호는 천우황제(天祐皇帝)이다. 1115년에 진사(進士)에 급제하여 한림원(翰林院)의 승지(承旨)가 되었다. 별칭은 대석임아(大石林牙) 혹은 임아대석(林牙大石)이다.
야율대석이 관직에 오른 시기는 1114년부터 여진족 군사들을 거느리고 요나라를 공격하던 완안부(完顔部)의 수장 완안아골타(完顔阿骨打)가 납림하(拉林河)와 출하점(出河店)에서 요나라의 진압군을 상대로 대승을 거두고 1115년 정월 초하루에 금나라를 세운 중대한 시기였다. 황제가 된 아골타는 여세를 몰아 요동 지역의 황룡부(黃龍府)를 함락시켰다. 당시 요나라의 황제인 천조제(天祚帝) 야율연희(耶律延禧)는 대군을 편성하여 금나라를 공격했으나 도리어 대패를 당했으며 발해 유민의 후예인 고영창(高永昌)이 1116년 요동의 발해 유민들을 모아 대발해(大元國)를 세우고 황제를 칭하는 등 요나라의 통제력이 급속도로 무너지기 시작했다.

## 어린 시절
그는 야율아보기와 궁인 소씨 소생 아들 야율 아리과(耶律 牙里果)의 후손이다. 다른 이름은 달석(達錫), 달실(達實) 또는 대실(大實)이다. 페르시아계 사서《집사 (史集)》에 의하면 그의 칭호는 납석대부(納石大夫)였다 한다. 천경 연간에 진사가 되고, 문과에 급제했다.
후에 진주(秦州) 상주(祥州) 자사, 흥요군절도사를 지냈다.

## 북요 수립
금나라는 1120년 요나라의 수도인 상경 임황부(上京臨潢府)를, 1121년 중경 대정부(中京大定府)를 함락했다. 그러나 이런 급박한 때에도 천조제는 거용관(居庸關)에서 사냥을 하는 등 기대에 미치지 못하는 모습을 보이다가 내몽골 쪽으로 달아나자 야율대석은 한족 관리 이처온(李處溫) 등과 함께 천조제의 숙부 야율순(耶律淳)을 천석황제(天錫皇帝)로 옹립하고 요나라의 남경 석진부(南京析津府), 즉 연경(燕京)에 거점을 둔 별도의 정권을 세웠다. 이것이 오늘날 북요(北遼)로 불리는 단명 정권이다.
야율대석은 해족 출신 장군 소간과 함께 금나라와 동맹을 맺은 송나라의 환관 동관(童貫)이 거느린 20만 대군을 격퇴하는 등 분투했으나 야율순이 병으로 죽고 1123년 11월 금나라의 맹공으로 연경이 함락당하자 야율대석은 7천 군대를 이끌고 서쪽에 피신해 있던 천조제 일행과 합류했다.

## 서요의 건국
야율대석은 바로 베이징 방면 전선에 투입되었다가 금나라의 포로가 되었고 몇 달 후 탈출하여 되돌아왔다. 당시 천조제는 금나라 황제 완안아골타가 죽은 것을 기회로 삼아 금나라에게 빼앗긴 땅을 되찾을 궁리를 하고 있었는데, 야율대석이 찾아오자 그에게 금나라군을 몰아내고 영토를 되찾을 것을 요구했다. 금나라의 강대한 군세를 직접 보고 온 야율대석은 신중히 처신해야 한다는 간언을 올렸으나 받아들여지지 않았고, 이에 실망한 야율대석은 독자적으로 움직일 뜻을 품고 자신을 따르는 수백 명의 사람들을 거느린 채 요나라의 서쪽 변경인 몽골 서부로 갔으며, 그 일대에서 점차 인심을 얻어 만여 명의 군사를 얻고 1124년 서요를 세웠으며 몽골어로 사해(四海)의 군주를 뜻하는 구르 칸이라 칭하고, 1130년에는 자립해서 스스로 왕이라 하였다. 1132년에는 알말리크(현, 신장 아민)에서 황제를 칭한 뒤, 연호를 연경(延慶)이라 하였다(1134년 강국(康國)으로 변경함).
야율대석은 강대한 금나라와 맞서는 것은 시기상조라 생각하고 우선 주변의 중앙아시아 지역을 정복하여 자신의 세력을 키우는 것이 급선무라고 판단하여 서쪽으로 원정길에 나섰다.
그는 서역의 투르판(Turpan) 지역을 차지하고 있던 위구르족의 왕 빌게에게 서신을 보내면서, 과거 요나라 태조 야율아보기가 몽골 고원을 점령한 후 위구르의 원래 근거지인 몽골 고원으로 돌아올 것을 권했던 일을 상기시키며 거란족과 위구르족이 오랜 우호 관계를 유지했음을 강조하고 대식(大食: 중동. 당시는 압바스 왕조)으로 가는 길을 빌려달라고 했다. 빌게는 스스로 야율대석의 진영으로 찾아와 가축들을 선물로 주고 호의적으로 전송해 보냈다.

## 중앙아시아 정복
계속 서쪽으로 간 야율대석은 당시 동서로 분열되어 있던 중앙아시아의 카라한(Karakhan) 왕조가 차지하던 지역으로 갔다. 이중 동(東) 카라한 왕조는 카를루크족과 투르크인들로부터 위협받고 있었는데 때마침 부근에 도착한 야율대석에게 구원을 요청했다. 그러나 야율대석은 동 카라한의 수도 발라사군에 당도한 후 카라한 왕을 내쫓고 동 카라한 왕조의 영역을 손쉽게 차지했다.
야율대석은 여세를 몰아 서(西) 카라한 왕조를 공격했는데, 위기에 몰린 카라한 왕조가 종주국인 셀주크 투르크의 술탄 산자르(Sanjar)에게 도움을 청하여 거란군과 투르크 군은 1141년 사마르칸트(Samarkand) 부근의 카트완(Qatwan)에서 격돌했다. 이 싸움에서 야율대석은 산자르에게 대승하여 셀주크 투르크 세력을 완전히 몰아내고 카라한 왕조를 부속국으로 격하시켜 그 일대를 점령했다. 거기에 만족하지 않고 호라즘 왕국을 공격하여 자신들에게 조공을 바치도록 했다. 이제 야율대석이 세운 나라는 투르키스탄 전역을 점령하여 중앙아시아의 패자로 확고히 자리잡게 되었다. 그가 세운 나라는 거란의 왕족이 서쪽으로 옮겨 가 세웠기 때문에 중국으로부터는 서요(西遼)라 불렸으며, 이슬람 문화권에서는 흑거란(黑契丹)이라는 뜻을 가진 카라 키타이(Kara Kitai)라고 불렸다.

## 죽음
야율대석은 1143년 사망했고, 묘호(廟號)는 덕종(德宗)이다. 그가 죽었을 때 막내아들 야율이열(耶律夷列)은 아직 어렸기 때문에(형은 사망), 야율대석의 아내인 감천황후(感天皇后) 소탑불연(蕭塔不煙)이 1150년까지 7년간 섭정했으며, 모후의 섭정이 끝난 후 야율이열이 즉위하니 그가 서요의 2대 황제 인종(仁宗)이다.

## 사제왕 요한의 기원
1980년대 이후 중앙아시아 학계에서는 사제왕 요한 (프레스터 존) 전설의 원형 중 하나가 야율대석이라고 추정한다. "동방기독교와 동서문명" (저자 김호동) 에 설명하기로는, 1.에데사 백국이 무너지자 근동 기독교국가의 영주나 국민들은 두려움에 떨기 시작했다. 2.가장 오래된 기록은 에데사 백국이 멸망된 지 얼마 안 된 1145년 독일인 성직자 프레이징 오토의 연대기에서 나온다. 등등의 근거를 통해 프레스터 존은 두려움에 떨고 있는 유럽인의 관심을 사더니, 점점 열기가 더해져 허상은 점점 꼬리를 물고, 로마 교황청에서는 "사제왕 요한이 서방 기독교를 구하기 위해 셀주크 투르크를 엑바타나에서 싸워 이겼고 곧 바그다드를 함락시킬 것이다"라는 소문이 퍼져 사제왕 요한 전설을 낳았다는 것이다. 실제로 야율대석이 사는 중앙아시아 지방에는 경교(네스토리우스교) 신자들도 있었고 하니 틀린 이야기도 아니다. 이런 이야기들에 여러 가지 전설과 동방의 침략자들 이야기(칭기즈 칸 등)가 살이 붙으면서 현재의 프레스터 존 이야기가 완성되어간 것으로 본다.